# Tim Richmond
Tim Richmond, född den 7 juni 1955 i Ashland, Ohio, USA, död den 13 augusti 1989 i West Palm Beach, Florida, USA, var en amerikansk racerförare.

## Racingkarriär
Efter att ha tävlat i Indycar med begränsad framgång bestämde sig Richmond att satsa på stock cars och NASCAR. Han gjorde sin debut i Winston Cup 1980 på Pocono Raceway. Han blev sextonde totalt 1981 och vann sitt första race 1982. Åren 1983, 1984 och 1985 etablerade sig Richmond på allvar som en förare att räkna med, även om han inte blev bättre än tia under något av åren. Hans rad var 10-11-12 och han tog en delseger både 1983 och 1984. Han slog igenom på allvar 1986, då han slutade trea totalt efter stora framgångar under andra halvan av säsongen, och han vann sju race totalt. Han fick sedan lunginflammation, men media hävdade att han hade testat positivt för AIDS. Richmond körde åtta race under 1987 och vann sina två första, men på grund av sjukdomen var hans karriär över, då han fallerade ett drogtest. Han avled i sviterna av AIDS 1989 i Florida. Det var först en vecka efter att han hade avlidit som det blev offentligt att han hade haft AIDS under sina sista år i livet.